# Gialdino Gialdini

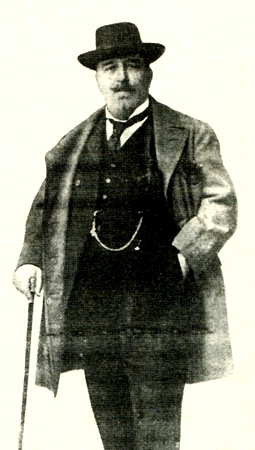
Gialdino Gialdini nel 1910

Gialdino Gialdini (Pescia, 10 novembre 1842 – Pescia, 6 marzo 1919) è stato un compositore italiano.

## Biografia
Studiò a Firenze sotto la guida di Teodulo Mabellini. Il 5 marzo 1868, con Rosmunda (tragedia lirica composta da un prologo e due atti) vinse il premio alla migliore opera. Tale premio fu offerto dal Teatro della Pergola di Firenze. Alla prima rappresentazione l'opera non riscosse però il successo sperato. Scrisse musica sacra, sinfonie, musica da camera.
Nel 1883 è nominato Cavaliere della Corona d'Italia per aver sostenuto all'estero la musica italiana.
Nel 1889 diresse Lohengrin di Richard Wagner a Bologna.
Nel settembre del 1904 divenne il direttore artistico del Conservatorio Giuseppe Verdi di Trieste, città appartenente all'allora Impero austro-ungarico. Nel maggio del 1915, quando l'Italia entrò in guerra (Prima guerra mondiale) contro l'Austria, dovette lasciare Trieste e fu costretto a rinunciare all'incarico di direttore artistico nel teatro triestino.
In quell'anno fece ritorno alla nativa Pescia dove trascorse gli ultimi anni della sua vita.

## La Vita
Figlio di un suonatore di tromba, fu da lui avviato alla musica. Allievo poi per nove anni di Pietro Vallini, organista della Cattedrale di Pescia. 
A 17 anni compose e concertò una messa per grande orchestra da lui stesso diretta, qualche tempo dopo, a Pescia nella chiesa di S. Stefano. Studiò poi a Firenze con Teodulo Mabellini che teneva la cattedra di composizione e contrappunto nell'Istituto Musicale Cherubini.
A Firenze la Società del Quartetto eseguì un suo Trio per violino, violoncello e pianoforte, rimasto a lungo nel repertorio della musica cameristica. Nel 1868 partecipò ad un concorso bandito dalla direzione del Regio Teatro della Pergola di Firenze per un'opera seria, e risultò vincitore con il lavoro Rosmunda su libretto di Giovanni Battista Canovai, data a quelle scene il 5 marzo dello stesso anno. Esordì come direttore d'orchestra e concertatore al Teatro Nazionale di Firenze con l'opera Il Muratore di Napoli del maestro Mario Aspa.
C'erano varie orchestre a Firenze e Gialdini dirigeva quella di Enea Brizzi.
Nel 1870 fece una tournée In Spagna e Sud America. Dette concerti per pianoforte e diresse alcune orchestre. Nel 1871, di ritorno a Pescia fondò l'Istituto Musicale Pacini dove lui stesso insegnava pianoforte. Ma questo progetto non ebbe lunga vita. Più durevole fu la vita della Banda di cui assunse la direzione. Promosse e diresse opere a Pescia. 
Ritornato a Firenze compose due opere buffe, La Secchia Rapita per il libretto di Angelo Anelli (Firenze, Teatro Principe Umberto, primavera 1872 diretta da Emilio Usiglio, in collaborazione con C. Bacchini, Ettore De Champs, Raffaello Felici, Guido Tacchinardi ed Usiglio) ed il successo di L'Idolo Cinese per il libretto modificato di Giovanni Battista Lorenzi (Ibid., teatro delle Logge o Ex-Cinema Capitol, quaresima 1874, sempre in collab. con De Champs, Felici e Tacchinardi).
Si dedicò quindi alla sola attività di concertatore e direttore. Diresse al Politeama e al Comunale di Trieste, al Pagliano e alla Pergola di Firenze, al Carlo Felice di Genova, al Politeama e al Teatro Regio di Torino, al Bellini e al politeama Garibaldi di Palermo, al S. Carlo di Napoli, al Regio di Madrid, al Liceu di Barcellona, al Théâtre italien de Paris, a Berlino e Varsavia, oltre che in molti teatri delle principali città del Messico, e dell'America settentrionale.
Al Regio di Torino nel 1882 dirige Rienzi, l'ultimo dei tribuni e Faust e nel 1883 Simon Boccanegra, Lucia di Lammermoor e Norma (opera).
A Parigi nel 1884 dirige Erodiade di Jules Massenet con Josephine de Reszke, Jean de Reszke, Victor Maurel ed Édouard de Reszke.
Nel 1889 al Teatro Comunale di Bologna dirige Lohengrin (opera) e nel 1890 al Teatro Regio di Parma Cavalleria rusticana (opera) e Mefistofele (opera).
Tornò alla composizione con l'opera I Due Soci, opera buffa su libretto di M.E. Fiorentino (Bologna, Teatro Brunetti, 24 febbr. 1892).
Nel 1893 al Teatro Costanzi di Roma dirige Lohengrin ed Il trovatore.
Musicò quindi l'opera in due atti La Pupilla su libretto di Carlo Goldoni (Trieste, Società filarmonica-drammatica, 23 ott. 1896; ibid., Teatro La Fenice di Venezia, 27 ott. 1896), e il melodramma in un atto, La Bufera, su libretto di R. Biasoni (Pola, politeama Ciscutti, 26 nov. 1910; ripresa a Pescia, Teatro Pacini, 21 giugno 1911, e in altri teatri). 
Nel 1897 dirige la prima assoluta di La falena (opera) di Smareglia con Emma Carelli.
Compose inoltre Preghiera di Sera per orchestra, un Minuetto per archi, pezzi per pianoforte, alcuni lavori orchestrali e vocali, e pubblicò insieme con Giulio Ricordi un'interessante raccolta di 50 canzoni popolari intitolata Eco della Lombardia(Milano s.d.).
Dal settembre 1904 Gialdini si trasferì a Trieste, dove ricoprì l'incarico di direttore artistico del conservatorio di musica G. Verdi. 
Nel 1911 dirige La bufera a Pescia.
Nel 1915, dopo l'entrata dell'Italia nella prima guerra mondiale, dovette lasciare Trieste.

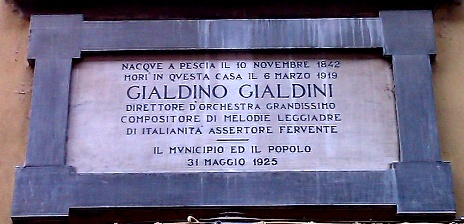
Lapide commemorativa sulla casa del musicista

Trascorse gli ultimi anni della sua vita nella nativa Pescia, dove morì il 6 marzo 1919 lasciando un'opera incompiuta. Il 31 maggio 1925, gli fu inaugurata una lapide commemorativa sulla casa dove morì.

## Fonti
La mancanza di studi specifici non permette di localizzare con esattezza gli autografi di Gialdini. Molta parte di copie manoscritte coeve di sue opere è nell'archivio storico della banda di Pescia, istituzione che oggi porta il suo nome. Nell'archivio ci sono anche molte testimonianze indirette, come gli arrangiamenti per banda fatti dai maestri che si sono succeduti alla direzione della filarmonica, e alcuni telegrammi che Gialdini spedì e ricevette da Giacomo Puccini. Molti pezzi sono anche nel fondo relativo alla cappella musicale del duomo nella Biblioteca Capitolare di Pescia: pezzi derivati soprattutto dalla sua formazione alla cappella con Pietro Vallini e alla sua attività pesciatina. Due sue marce (una per orchestra intitolata Italia e re, l'altra Gran marcia trionfale per banda) sono nella Biblioteca Reale di Torino. Per quanto riguarda le edizioni stampate, risultano più di 50 edizioni di sue opere: pubblicò soprattutto con Carlo Schmidl di Trieste, e molto anche con i milanesi Ricordi, Lucca e Fantuzzi, e i fiorentini Forlivesi e Berletti. Le istituzioni che conservano il maggior numero di edizioni sono i conservatori di Roma, Milano, Pesaro e Trieste, la Biblioteca Nazionale di Firenze, le Biblioteche Donizetti e Angelo Mai di Bergamo e la Casa di Riposo Verdi di Milano.

## Opere (parziale)
- Rosmunda (opera, premiata il 5 marzo 1868 al Teatro della Pergola di Firenze)
- La secchia rapita (opera buffa, premiata nel 1872 al Teatro Goldoni di Firenze)
- L'Idolo cinese (opera buffa, premiata nel 1874 al Teatro delle Logge di Firenze)
- I due soci (opera buffa, premiata il 24 febbraio 1892 al Teatro Brunetti di Bologna)
- La Pupilla (opera in 2 atti, premiata il 23 ottobre 1896 alla Società Filarmonica Drammatica, Trieste)
- La Bufera (opera, premiata il 26 novembre 1910 al Politeama Ciscutti, Pola)
- Album vocale
- Minuetto per archi (edito da Ricordi nel 1900)
- Eco della Lombardia  (collezione di 50 canzoni popolari, edito da Gialdini e Giulio Ricordi)